# St. Clemens (Wissel)

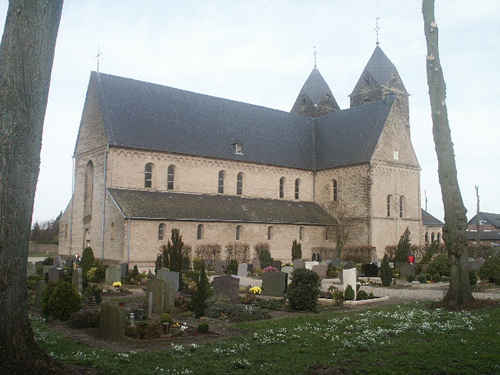
Gesamtansicht

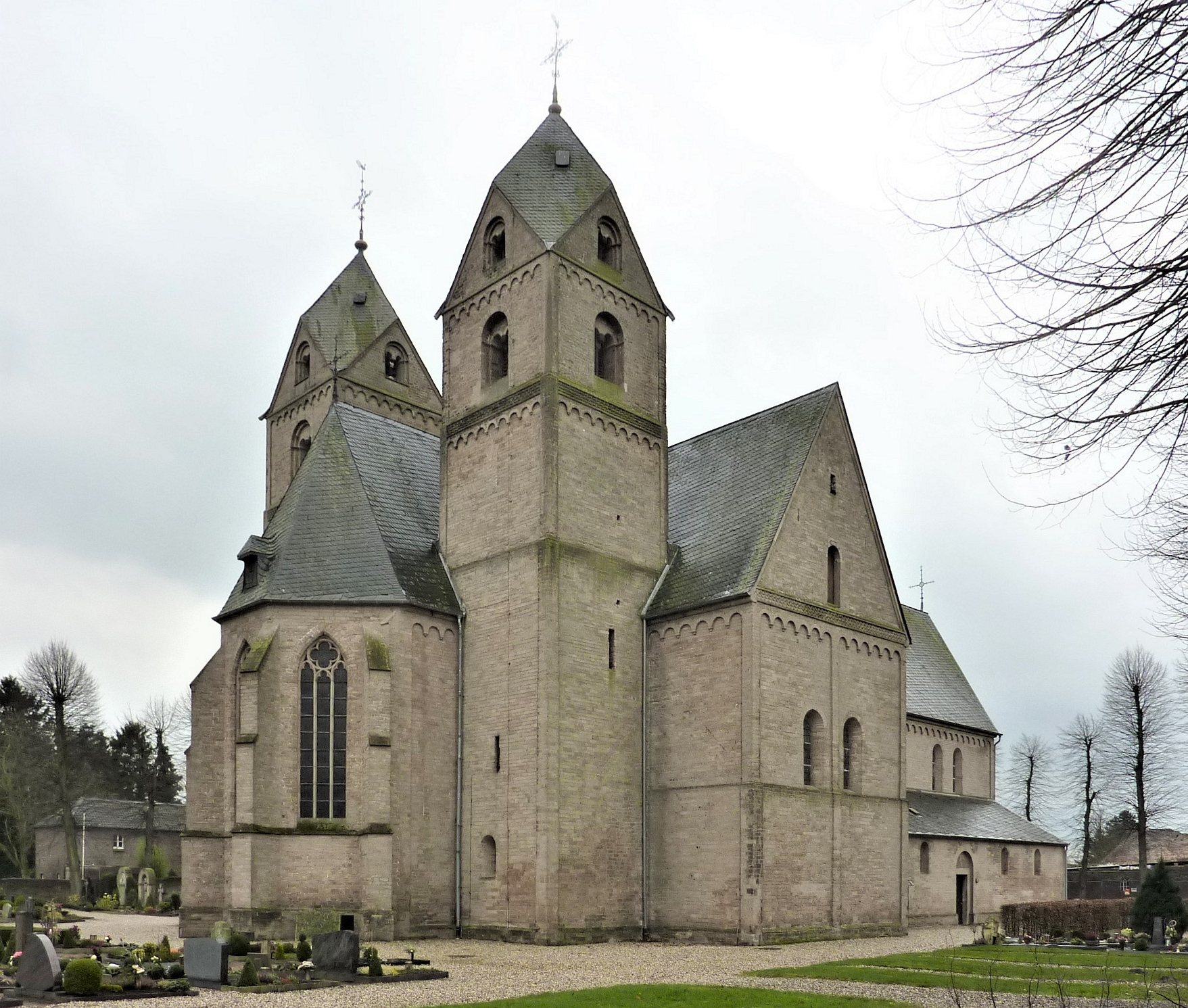
Blick von Nordosten

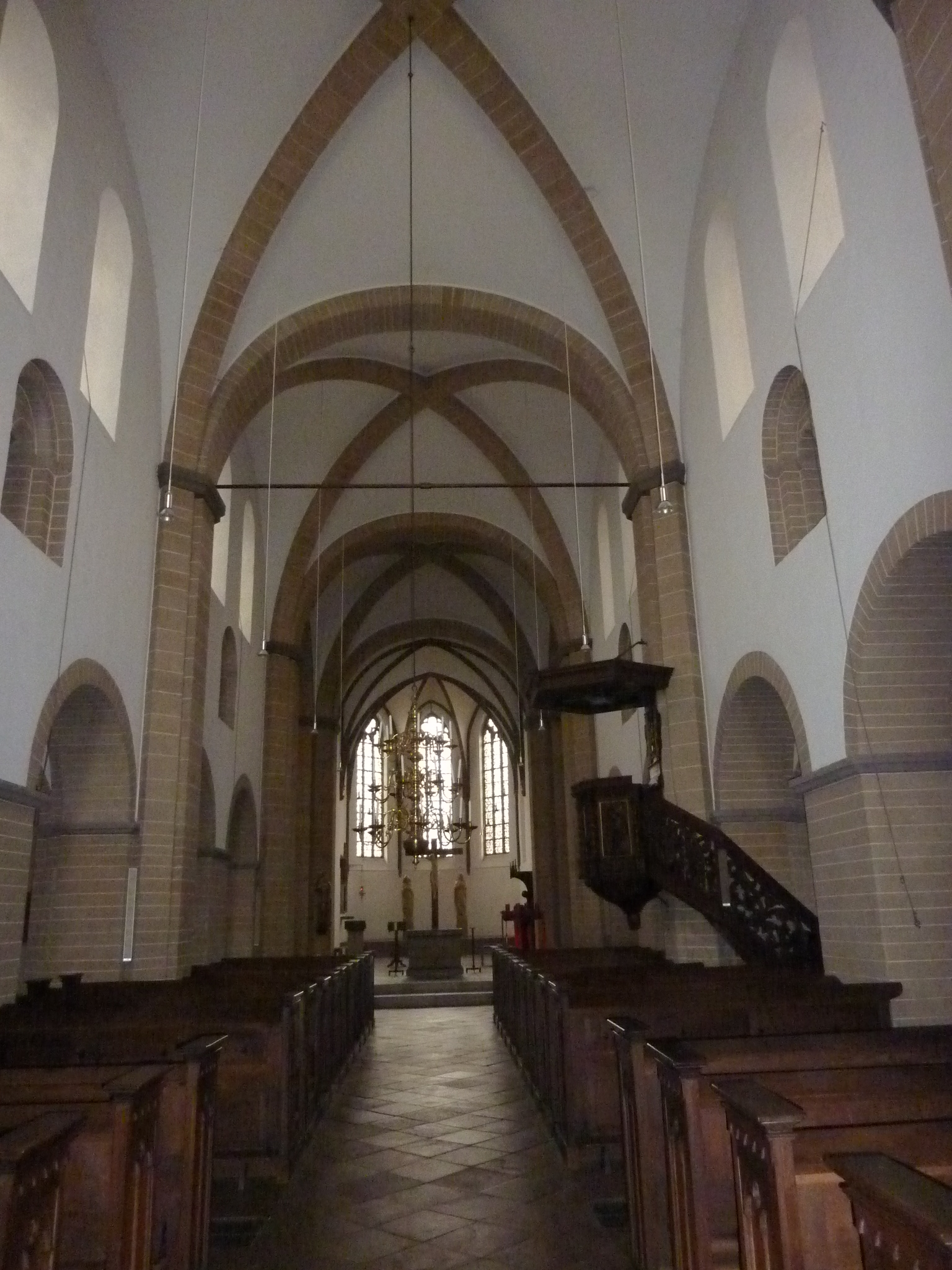
Langhaus

Die katholische Pfarrkirche St. Clemens ist ein unter Denkmalschutz stehendes mittelalterliches Kirchengebäude in Wissel, einem nördlichen Ortsteil der Stadt Kalkar am linken unteren Niederrhein.

## Geschichte und Architektur
Die ehemalige Kollegiatstiftskirche der Grafen und Herzöge von Kleve wurde um 1150 als dreischiffige Gewölbebasilika gebaut. Das Langhaus besitzt drei Doppeljoche im gebundenen System, das Querhaus drei quadratische Joche, und der Chor mit fünfseitigem Abschluss hat ein Joch. In den Winkeln zu den Querschiffen wird der Chor von zwei Türmen flankiert. Zwischen Lichtgaden und Arkaden zeigt das Mittelschiff emporenartige Öffnungen. Diese führen in den Dachraum der Seitenschiffe.
Anstelle der romanischen Apsis wurde in der ersten Hälfte des 15. Jahrhunderts ein Fünfachtelschluss erbaut. Gleichzeitig wurde das Chorjoch teilweise erneuert und mit einem Kreuzrippengewölbe geschlossen. In den Jahren 1844–1847 fand eine Restaurierung durch Bauinspektor Carl Gottlieb Heermann statt. Dabei wurden die Verblendung aus Tuff und die Gesimse am Außenbau ausgewechselt. Bei einer Instandsetzung des Innenraums in den Jahren 1954/1955 wurde die neuromanische Ausmalung des späten 19. Jahrhunderts entfernt und das Gliederungssystem in sichtbarem Tuffstein bei verputzten Wänden und Gewölbekappen belassen.
Außen ist das Bauwerk gegliedert durch Rundbogenfriese und flache Lisenen am Langhausobergaden, am Querschiff und an den Chorflankentürmen, die mit Rhombendächern über gemauerten Giebeln abgeschlossen sind. Die Querschiffsfronten sind ähnlich der Kirche der Abtei Knechtsteden mit Rücksprung, Eck- und Mittellisenen gegliedert, der auch die Anlage der Chorflankentürme ähnelt.
Das Innere zeigt im Mittel- und im Querschiff kreuzförmige Hauptpfeiler mit Gurten und Kreuzgewölbe, deren kräftige Bandrippen auf schräg eingestellten Rechteckvorlagen ansetzen. Die um die Vorlagen gekröpften Kämpfer wurden 1844 bis auf die beiden in den Westecken hinter der Orgel ausgewechselt. Die Einwölbung mit Bandrippen ist ähnlich wie in den Marienkirchen in Utrecht und in Maastricht ausgeführt. 
Der Wandaufriss im Mittelschiff wird durch rundbogige Scheidarkaden, gekuppelte Rundbogenblenden und paarweise zusammengerückte Obergadenfenster, ähnlich der Stiftskirche in Elten gegliedert. In den Seitenschiffen mit Kreuzgratgewölben sind Rechteckvorlagen mit breiten Gurten an den Hauptpfeilern und halbrunde Dienste und Gurte an den längsrechteckigen Zwischenpfeilern zu finden. In der Westwand des südlichen Seitenschiffs finden sich kleine Muldennischen.

## Ausstattung

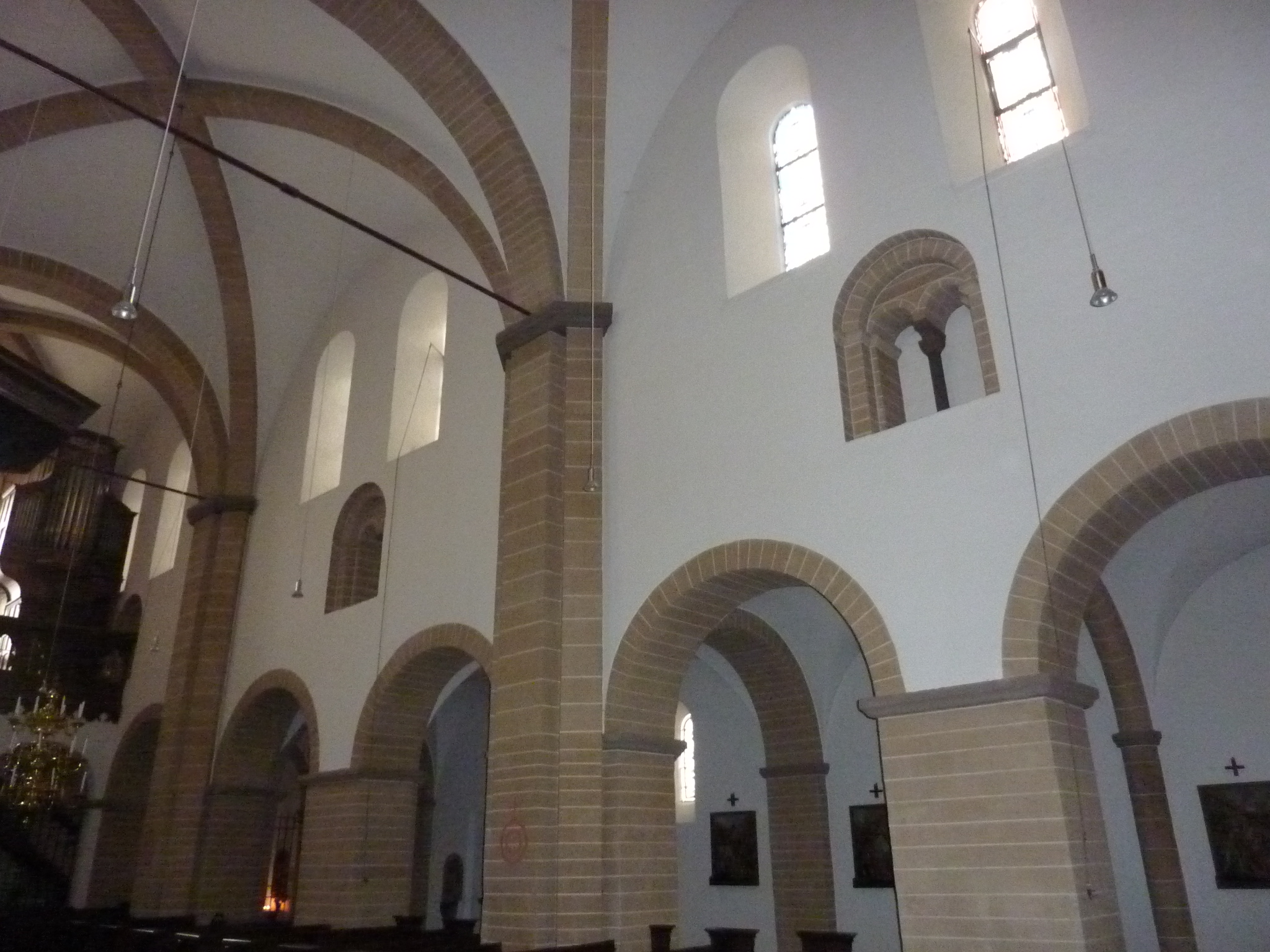
Gliederung des Obergadens

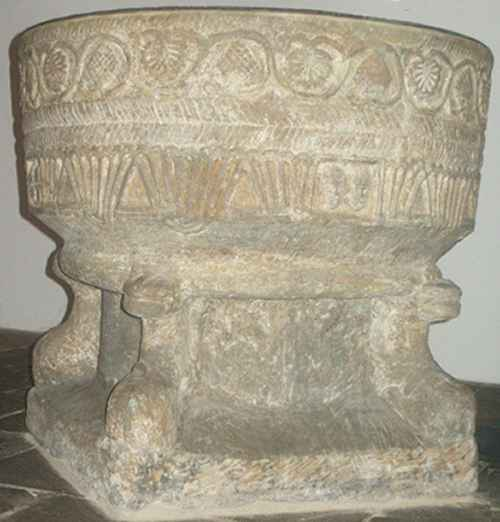
Taufstein

Im Chor sind nebeneinander eine Sakramentsnische vom Ende des 14. Jahrhunderts und ein Wandschrank für Altargeräte vom Anfang des 15. Jahrhunderts aus Sandstein angeordnet. Das spätromanische Taufbecken des 12. Jahrhunderts aus Baumberger Sandstein besteht aus einem flachen, runden Becken über einem quadratischen Sockel und einem mit vier Tierfiguren ausgestatteten Mittelzylinder. Auf dem Becken sind eine Ranke mit Palmetten und ein Fries, in dem paarweise kleine Köpfchen erscheinen, angeordnet. Ein im Typ ähnlicher Taufstein ist in der evangelischen Kirche von Voerde-Götterswickerhamm zu finden.
Ein spätgotisches Vesperbild aus der Zeit um 1530 wird Heinrich Douvermann zugeschrieben, da es einem als eigenhändig geltenden Vesperbild aus Afferden (Niederlande) verwandt ist, das jetzt im Museum Het Valkhof in Nijmegen aufgestellt ist.
Die hölzerne Kanzel aus der Zeit um 1700 ist mit Halbfigurenreliefs der Evangelisten am Korb und mit Figuren der Heiligen Liuthard und Clemens im Akanthusrankenwerk des Treppenaufgangs ausgestattet. Ein aus Eichenholz gefertigter Dreisitz mit erneuertem Abschluss des Baldachins vervollständigt die Ausstattung.

### Orgel
Die Orgel wurde im Jahre 1876 von dem Orgelbaumeister Wilhelm Rütter in Kevelaer erbaut. Ein Teil des Orgelgehäuses stammt aus dem 15. Jahrhundert. Das Schleifladeninstrument hat 19 Register auf zwei Manualen und Pedal. Die Spiel- und Registertrakturen sind mechanisch.
| I Hauptwerk C–f3 |     |
| Bordun           | 16′ |
| Prinzipal        | 8′  |
| Viola            | 8′  |
| Hohlflöte        | 8′  |
| Oktav            | 4′  |
| Rohrflöte        | 4′  |
| Sexquialter II   |     |
| Oktave           | 2′  |
| Mixtur IV        | 1′  |
| Trompete (B, D)  | 8′  |

| II Positiv C–f3  |    |
| Geigenprinzipal  | 8′ |
| Salicional       | 8′ |
| Gedackt          | 8′ |
| Flute harmonique | 4′ |
| Piccolo          | 2′ |
| Tremulant        |    |

| Pedal C–f1 |     |
| Bordun     | 16′ |
| Oktavbass  | 8′  |
| Posaune    | 16′ |
| Trompete   | 8′  |

- Koppeln: II/I, I/P